# 大道勇喜
大道 勇喜（おおみち ゆうき、1994年7月30日 - ）は、ジャパンラグビーリーグワン豊田自動織機シャトルズ愛知に所属するラグビー選手。

## プロフィール
- 長崎県出身[1]。
- ポジションはウィング(WTB)、フルバック(FB)。
- 身長 176 cm、体重 76 kg

## 略歴
中学からラグビーを始めた。
2013年、長崎海星高校卒業後、大東文化大学に入る。
2017年、大東文化大学卒業後、豊田自動織機シャトルズ(現・豊田自動織機シャトルズ愛知)に加入。同年8月18日に行われたジャパンラグビートップリーグ第1節の近鉄ライナーズ戦に先発出場で公式戦初出場を果たした。